# 川崎市立南百合丘小学校
川崎市立南百合丘小学校（かわさきしりつ みなみゆりがおかしょうがっこう）は、神奈川県川崎市麻生区王禅寺西にある公立小学校。

## 沿革
- 1968年（昭和43年）11月11日 - 起工式。
- 1969年（昭和44年）
  - 4月1日 - 百合丘小学校を仮校舎として開校。この時点の児童数は、593名（1学年～5学年）。
  - 6月18日 - 新校舎完成（校地面積16,500㎡・建物延面積A棟2129.6㎡・B棟600.40㎡）
  - 6月21日 - 入校式挙行。
  - 11月22日 - 開校式挙行。増築工事完成（延面積1255.12㎡）。
- 1971年（昭和46年）4月1日 - 付属幼稚園開園。
- 1972年（昭和47年）2月23日 - 体育館落成（延面積492㎡）。
- 1973年（昭和48年）
  - 2月14日 - 増築工事完成（B棟普通教室・延面積845.12㎡）。
  - 7月28日 - プール完成。
- 1974年（昭和49年）8月1日 - 増築工事完成（C棟特別教室・延面積292㎡）。
- 1976年（昭和51年）3月1日 - 長沢小学校が開校し、本校から266名の児童が転籍。
- 1979年（昭和54年）
  - 3月31日 - 王禅寺小学校が開校し、本校から166名の児童が転籍。
  - 11月17日 - 創立10周年記念式典挙行。
- 1981年（昭和56年）4月1日 - 川崎市海外帰国子女日本語回復教室開設。
- 1982年（昭和57年）3月31日 - 真福寺小学校開校し、本校から52名の児童が転籍。
- 1983年（昭和58年）
  - 3月18日 - 観察池（ポンポコ池）完成（30㎡）。
  - 9月22日 - テレビスタジオ完成。
- 1989年（平成元年）
  - 10月28日 - 20周年を祝う集会（1000個の風船と手紙）。
  - 11月4日 - うさぎ飼育舎完成祝。
  - 11月11日 - 創立20周年記念式典挙行し、祝賀会開催。
- 1990年（平成2年）3月31日 - 麻生小学校開校し、本校から201名の児童が転籍。
- 1995年（平成7年）1月27日 - ランチルーム（森のレストラン）完成。
- 1998年（平成10年）12月24日 - パソコン教室設置完了。
- 1999年（平成11年）
  - 10月7日 - この日と翌日の2日間、創立30周年記念学芸会開催。
  - 10月30日 - 創立30周年記念式典挙行し、祝賀会開催。『「やさしい心　ふくらむ夢　えがおあふれるこの街で」～とどけよう　未来へ　わたしたちのメッセージ～』校旗寄贈。未来へとどけ600個の風船。
- 2001年（平成13年）12月13日 - 東門防犯カメラ設置。
- 2002年（平成14年）
  - 3月1日 - 学校教育推進会議試行。
  - 4月 - 学校週五日制、新教育課程完全実施。
  - 7月 - この月と翌月、耐震補強工事（A棟）。
- 2003年（平成15年）
  - 3月31日 - 付属幼稚園閉園。
  - 4月1日 - わくわくプラザ開設。
  - 7月 - この月と翌月、耐震補強工事（B棟）。
- 2006年（平成18年）
  - 4月 - 学校2学期制実施。
  - 7月 - サマースクール実施（夏季休業中）。
- 2007年（平成19年）8月 - 扇風機設置。
- 2009年（平成21年）
  - 8月 - エアコン設置。同月、校庭改修工事。
  - 11月28日 - 創立40周年記念式典挙行し、祝賀会開催。観察園（やすらぎの森）設置。
- 2018年（平成30年）
  - 3月1日 - 体育館改修完了。
  - 3月20日 - 増築棟改築完了。
- 2019年（令和元年）11月30日 - 創立50周年記念式典挙行し、祝賀会開催。「未来へと 笑顔でつなげ 夢のせて」
- 2020年（令和2年）11月 - A棟トイレ改修完了。

### この節の沿革
- 沿革-川崎市立南百合丘小学校（学校ホームページ内）

## 教育目標
- 思いやりのある子
- 考える子
- ねばり強い子

## 校歌
作詞：サトウハチロー、作曲：渡辺浦人。

## 周辺
- 住宅地
- 南百合丘公園
- 弘法松公園
- このほか、中小規模の医療機関も点在する。

## アクセス
- 小田急バス「百01」・「百02」の各系統で、「百合ヶ丘三丁目」バス停下車後、北東側の校門まで、徒歩約530m・約8分（バス停から学校まで直線距離は約385mだが、道路の関係で約1.5倍弱の距離となる）。
- 小田急電鉄小田原線・多摩線新百合ヶ丘駅から、
  - 西側の校門まで徒歩約1.2km・約18分（駅から学校まで直線距離は約630mだが、道路の関係で約2倍の距離となる）。
  - 上述の小田急バス「百02」系統で17分、「百合ヶ丘三丁目」バス停下車後、徒歩。なお、「百合ヶ丘三丁目」バス停に停車するのは、「大谷」経由便のみとなる。